# Atenagora di Siracusa
Atenagora di Siracusa (fl. V secolo a.C.) è stato un retore e politico greco antico, capoparte popolare e oppositore di Ermocrate.
Di lui parla Tucidide nella Guerra del Peloponneso (6.36-40), ricostruendone un discorso. Quando gli ateniesi si avvicinano a Siracusa per conquistarla egli negò l'imminente invasione in base a diverse considerazioni: 
- Gli ateniesi, dopo aver combattuto una guerra contro Sparta non completamente conclusa, non ne avrebbero affrontata un'altra.
- Parlare di invasione poteva solo spaventare la popolazione di Siracusa ed essa avrebbe avuto solo la funzione di favorire il potere di Ermocrate, che accusa di fomentare la paura per dare vita a una democrazia autoritaria.

L'importanza del discorso di Atenagora si inserisce soprattutto nella comprensione dei limiti della democrazia e quando essa viene "strumentalizzata" per usi politici utilizzando la paura del popolo.
(Tucidide VI, 38, 2)